# Droga wojewódzka nr 966
Droga wojewódzka nr 966 (DW966) – droga wojewódzka o długości 50,6 km łącząca Wieliczkę z Tymową, położona w województwie małopolskim. Posiada 11 obiektów mostowych.

## Miejscowości leżące przy trasie DW966[1]
- Wieliczka (DW964)
- Lednica Górna
- Tomaszkowice
- Przebieczany
- Biskupice
- Trąbki
- Łazany
- Bilczyce
- Gdów (DW967)
- Zręczyce/Podolany
- Zagórzany
- Łapanów
- Brzezowa
- Ubrzeż
- Trzciana
- Leszczyna
- Królówka
- Muchówka (DW965)
- Lipnica Górna
- Lipnica Murowana
- Lipnica Dolna
- Gosprzydowa
- Tymowa (DK75)